# Berdyansk
Berdyansk (tiếng Ukraina: Бердянськ, tiếng Nga: Бердянск, chuyển tự tiếng Nga: Berdyansk) là một thành phố cảng ở đông nam Ukraina, bên bờ biển bắc của biển Azov. Thành phố là trung tâm hành chsinh của rainon Berdyansk thuộc tỉnh Zaporizhia. Dân số theo điều tra năm 2022 là 106.311 người. Thành phố cảng này đồng thời cũng là thành phố công nghiệp và du lịch với các khu tắm bùn.
Kể từ Ngày 27/3/2022, thành phố bị Nga tấn công và chiếm đóng đến ngày nay.